# 월스트리트 잉글리쉬
월스트리트 잉글리시(Wall Street English, 구: 월스트리트 인스티튜트)는 전세계 성인들을 대상으로 하는 가장 큰 영어 학원 중 하나이다. 월스트리트 잉글리시는 1972년 이탈리아에서 이탈리아인 루이치 티차노 페체니니 (Luigi Tiziano Peccenini) 에 의해 '월스트리트 인스티튜트 (Wall Street Institute)'의 상호명으로 처음 설립되었다. 이 회사는 현재 300만 명이 넘는 수료생이 있고, 현재 180,000 명의 학생이 등록 되어있다. 프랜차이즈 모델을 이용하여, 현재 북아메리카, 동아시아, 동남아시아, 유럽, 라틴아메리카, 중동아시아의 32 개 국가에 450 개가 넘는 영어회화 센터 (학원)를 운영하고 있다. 볼티모어 (미국 메릴랜드), 바르셀로나 (스페인), 룩셈부르크, 세 곳에 국제 사무실이 있다.
2013년 월스트리트 인스티튜트는 이름과 본질을 바꿔가며 전사적인 브랜드 변경을 시작하였다. 현재 이 회사는 월스트리트 잉글리시로 운영되고 있다. 월스트리트 잉글리시의 프로그램은 모든 수준의 학생들을 고려해 만들어졌다. 초급부터 고급과정까지 20 레벨의 세분화된 수준별 학습과정이 있다. 학습 센터 안에서 영어만 쓸 수 있는 환경을 조성하는 것도 이 프로그램의 일부이다. 원어민 선생님을 만날 수 있고, 학생들이 친근하고 거부감 없는 환경에서 영어 연습을 할 수 있도록 하는 특별 활동 (social activity) 과 글로벌 온라인 학생 커뮤니티가 제공된다. 루이치 티차노 페체니니와 루차노 비온도 (Luciano Biondo) 가 만들어낸 월스트리트 잉글리시의 혼합 학습법은 언어를 습득하는 여러 학습법을 조합하여 학습 순환고리를 탄생 시켰다. 혼합 학습법은 자기 주도학습, 소규모 선생님 주도학습, 연습시간으로 구성되어 있다. 학생들은 듣고, 읽고, 쓰고, 말하는 영어를 연습하며, 언어에 대한 깊게 이해를 가지게 된다.
월스트리트 잉글리시는 50년 넘게 영어교육을 해왔다. 이들의 학습과정은 케임브리지 대학교의 지원을 받는 ESOL (English for Speakers of Other Language Examination group)의 연구결과를 따라서. CEFR (Common European Framework of Reference for Language)에 맞게 진행된다. 2010년 월스트리트 잉글리시는 칼라일 그룹 (Carlyle Group) 과 시티 사모투자전문회사 (Citi Private Equity)의 계열사인 피어슨 그룹 (Pearson PLC) 에 9200 만 달러에 인수되었다. 피어슨 그룹은 전세계 60 개국 이상에 37,000 명의 직원을 가지고 있다.

## 역사
- 1972년 이탈리아에서 설립
- 2002년 10월 Sylvan Learning Systems와 합작으로 Wall Street Institute Korea 설립 및 강남 제1호 센터 오픈
- 2004년 4월 Wall Street Institute 교육시스템 ISO9001인증 획득
- 2005년

3월 종로에 제2호 센터 오픈
6월 미국 사모펀드 칼라일그룹이 Wall Street Institute 미국본사 인수
9월 서주석 대표이사 취임
12월 여의도에 제3호 센터 오픈
- 2006년

5월 신촌센터, 삼성센터 오픈
- 2007년

8월 대구 동성로에 대구센터 오픈
5월 광화문 센터 오픈
- 2013년

3월 월스트리트 잉글리쉬로 상호 변경
- 2014년

3월 분당 서현역에 분당센터 오픈
8월 일산 정발산역에 일산센터 오픈
8월 부산 서면역에 부산센터 오픈
- 2017년

7월 조재범 대표이사 취임
- 2020년

12월 온라인 센터 오픈
- 2022년

6월 Wall Street English 50주년
9월 한국품질만족도 1위 성인영어회화부문 수상
10월 Wall Sreet English Korea 20주년
- 2023년

1월 대한민국 퍼스트 브랜드 '외국어학원부문' 대상 2년 연속 수상
3월 초중고 화상영어 프로그램 ‘TEENS’ 런칭
7월 강남역에 강남센터 재오픈
11월 월스트리트 잉글리시로 상호 변경
11월 기준 대한민국 회원 총 5,126명

월스트리트 잉글리시(월스트리트인스티튜트코리아)는 2023년 현재 수도권에 7개 센터, 부산 1개 센터, 온라인 1개 센터로 총 9개의 센터를 운영하고 있다.

## 한국의 센터소개
- 삼성센터 삼성역 5번출구 K타워빌딩 6층
- 강남센터 강남역 3번출구 제이스타워 9층
- 종로센터 을지로입구역 6번출구 명동N빌딩 4층
- 여의도센터 여의도역 4번출구 교보증권빌딩 12층
- 신촌센터 신촌역 7번출구 그랜드 플라자 9층
- 분당센터 서현역 4번출구, AK플라자 2번 Gate N타운빌딩 6층
- 일산센터 정발산역 1번출구, 한화생명빌딩 3층
- 부산센터 서면역 2번출구, 서면 에이원프라자 4층
- 온라인센터

## 32개국
아르헨티나, 칠레, 홍콩, 콜롬비아, 체코, 에콰도르, 프랑스, 독일, 인도네시아, 이스라엘, 이탈리아, 말레이시아, 멕시코, 모로코, 페루, 포르투갈, 러시아, 사우디아라비아, 대한민국, 스페인, 스위스, 터키, 베네수엘라, 베트남, 알제리, 도미니카 공화국, 카자흐스탄, 몽골, 미얀마, 태국, 튀니지, 우루과이

## 같이 보기
학원